# Diarthrodes pygmaeus
Diarthrodes pygmaeus is een eenoogkreeftjessoort uit de familie van de Dactylopusiidae. De wetenschappelijke naam van de soort is voor het eerst geldig gepubliceerd in 1895 door Scott T. & A..